# 오상민
오상민(吳相敏, 1974년 10월 20일 ~ )은 전 KBO 리그 쌍방울 레이더스, SK 와이번스, 삼성 라이온즈 LG 트윈스의 투수이다.

## 아마추어 시절
군산초, 군산중를 거쳐 군산상고 시절 좌타자로 1992년 봉황대기 고교 야구 대회 타율왕 출신이다. 1993년 군산상고를 졸업하고 성균관대 사회학과(1993학번)에 진학하여 1997년 성대 사회학과(1993학번)를 졸업했다.

## 야구선수 시절
1997년 1차 지명을 받아 쌍방울 레이더스에 입단하여 프로 생활을 시작했다. 1997년 데뷔 때부터 불펜으로 등판했으며 SK 와이번스로 바뀐 후에도 2001년까지 4년 간 60경기 이상에 등판하는 좌완투수의 철완을 과시했다. 2001년 12월 20일 6:2 현금 트레이드를 통해 삼성 라이온즈에 이적했고 불펜으로 등판하다가 2004년에는 병역 비리에 연루되어 구속되었다. 병역 비리로 감각을 잃어 2007년에 방출된 후 2008년 시즌 중 LG 트윈스에 이적했다. 2010년 6월 17일 두산 베어스와의 경기에서 역대 4번째로 투수 700경기 출장을 기록했다. 그러나 2011년 4월 22일 KIA 타이거즈와의 경기를 앞두고 팀을 무단 이탈하여 같은 달 26일 LG 트윈스에서 웨이버 공시되었다. 최근에는 2014 야구 대제전에 참가하였고 현재는 남양주에서 유소년을 가르쳐주고 있다.

## 출신 학교
- 군산초등학교
- 군산중학교
- 군산상업고등학교
- 성균관대학교

## 주요 기록
| 기록         | 날짜      | 소속 | 구장 | 상대팀 | 달성 당시 나이 | 기타       |
| ------------ | --------- | ---- | ---- | ------ | -------------- | ---------- |
| 500경기 출장 | 2006.4.20 | 삼성 | 대구 | 한화   | 31세6개월      | 역대 3번째 |
| 600경기 출장 | 2009.4.12 | LG   | 잠실 | 두산   | 34세 5개월     | 역대 9번째 |
| 700경기 출장 | 2010.7.17 | LG   | 잠실 | 두산   | 35세 7개월     | 역대 4번째 |